# Руссо, Барухия
Барухия Руссо (в другой транскрипции Берехия, Брухия, Берахия, Брухия; после принятия ислама — Осман-баба, 1676-?1726) — еврейский каббалист, саббатианец, живший в Салониках, руководитель секты дёнме. Считал себя воплощением Шабтая Цви и Мессией. Умер в 1719 или 1721 году.

## Биография
Его дедом был Иосиф Философ, отец последней жены Шабтая Цви, а отцом — Якоб Керидо, основатель секты дёнме. Когда в 1690 году Якоб Керидо умер после паломничества в Мекку, Барухия принял на себя руководство сектой.
Приняв ислам, Барухия вззял себе имя Осман-баба, типичное для суфийских орденов. Барухия Руссо считается наиболее радикальным лидером дёнме. Он выдвинул тезис, что Высшее Божество не несёт никакой ответственности за Творение. Он ввёл понятие Торы мессианских времен (тора де-ацилут) — особом своде законов, когда всё становится наоборот. 36 запретов Торы из категории керитот (наказуемые) превращались по теории тора де-ацилут в позитивные деяния. В частности, по его учению, в этот список входили сексуальные запреты, оргии и инцест, потребление запретной пищи. Он организовывал многочисленные празднества. Многие элементы учения Барухии появились под влиянием суфийского ордена Бекташи, c которым община дёнме находилась в дружеских отношениях.
Несмотря на его позицию, большинство саббатианцев предпочитало сохранять приверженность еврейской религии и, хотя бы внешним образом, придерживаться предписаний ортодоксального иудаизма; они осуждали радикальные призывы к нарушению заповедей и предпочитали философские и каббалистические интерпретации саббатианства в духе Натана из Газы или Мигеля Кардозо.
Последователи Якоба Керидо составляли измирскую группу дёнме Измирлилер, позднее последователи Барухии Руссо отделились в особую группу Каракашлар (на турецком — чернобровые). Более умеренные саббатианцы составляли другие группы дёнме, которые отвергали позиции Барухии Руссо и не общались с каракашлар.

## Влияние
Могила Барухии Руссо стала объектом почитания и паломничества. Последователем Барухии Руссо считал себя Якоб Франк, считавший себя «третьим» мессией — после Шабтая Цви и Барухии Руссо. После смерти Барухии община в Салониках оставалась без лидера, и Франк претендовал на место главы общины, однако не был принят.